# Gita Ramjee
Gita Ramjee, née le 8 avril 1956 à Kampala et morte le 31 mars 2020,, est une scientifique et chercheuse sud-africaine ougandaise en matière de prévention du VIH. Elle a été reconnue en 2018 lorsqu'elle a reçu le prix "Femme scientifique exceptionnelle" du Partenariat pour les essais cliniques des pays européens et en développement. Elle est décédée à Umhlanga, de complications liées au Covid-19.

## Petite enfance et éducation
Elle a grandi en Ouganda avant que sa famille ne soit conduite en exil sous Idi Amin Dada dans les années 1970. Elle a fait ses études secondaires en Inde avant de fréquenter l'Université de Sunderland. Elle est diplômée en 1980 d'un bachelor en chimie et physiologie. Elle a épousé un étudiant sud-africain et indien et a déménagé à Durban où elle a commencé à travailler au Département de pédiatrie de la faculté de médecine de l'Université du KwaZulu-Natal. Après la naissance de ses deux enfants, elle a terminé sa maîtrise, puis un doctorat en 1994.

## Carrière
Au moment de sa mort, Gita Ramjee était directrice scientifique de l'Aurum Institute, un organisme de recherche sur le sida / tuberculose sans but lucratif, ainsi que la directrice de l'unité de recherche sur la prévention du South African Medical Research Council. Elle a reçu le Lifetime Achievement Award à la Conférence internationale sur les microbicides en 2012. Elle a été professeur honoraire à la London School of Hygiene and Tropical Medicine, à l'Université de Washington ainsi qu'à l'Université du Cap.

## Travaux
Sa spécialisation en prévention et recherche de traitement contre le VIH l'a mené à réaliser des essais cliniques de phases I à III contre le VIH en tant que Clinical Trials Unit Principal Investigator. En tant que chercheuse, elle a publié plus de 170 articles et a participé à de nombreux articles dans divers journaux scientifiques.